# بودا باوتيستا
ليتيسيا كاليجاس باوتيستا المعروفة أكثر باسم بودا باوتيست، وهي لاعبة كرة قدم فلبينية دولية سابقة وهي المديرة الفنية للمنتخب الفلبيني لكرة القدم للسيدات.

## روابط خارجية
- بودا باوتيستا على موقع الاتحاد الدولي (مؤرشف)  (الإنجليزية)